# 马关崖爬藤
马关崖爬藤（学名：Tetrastigma venulosum）为葡萄科崖爬藤属的植物，是中国的特有植物。分布于中国大陆的云南等地，生长于海拔1,600米的地区，一般生于林中，目前尚未由人工引种栽培。